# Große Pest von 1708 bis 1714

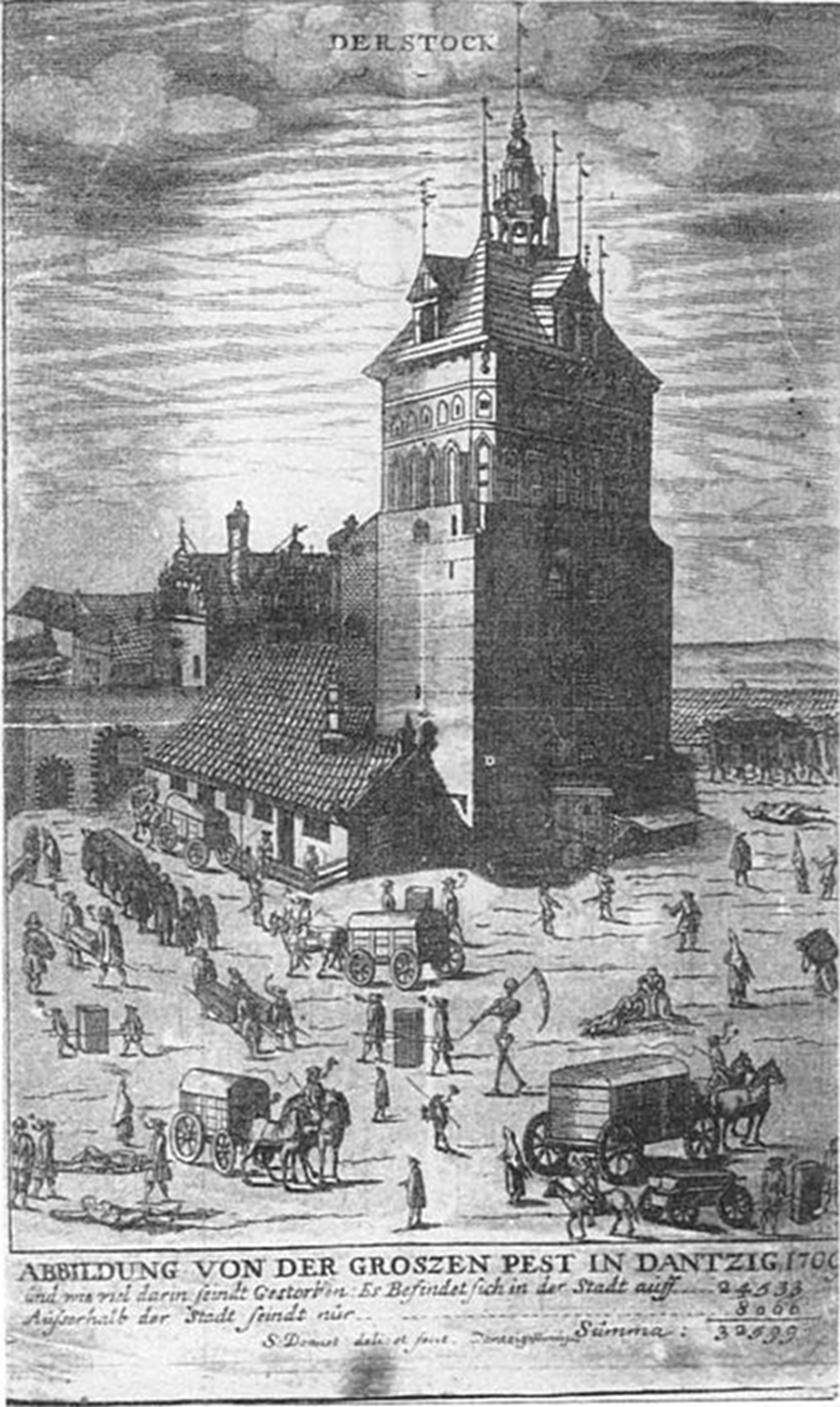
Samuel Donnet: Abbildung der Großen Pest in Danzig 1709

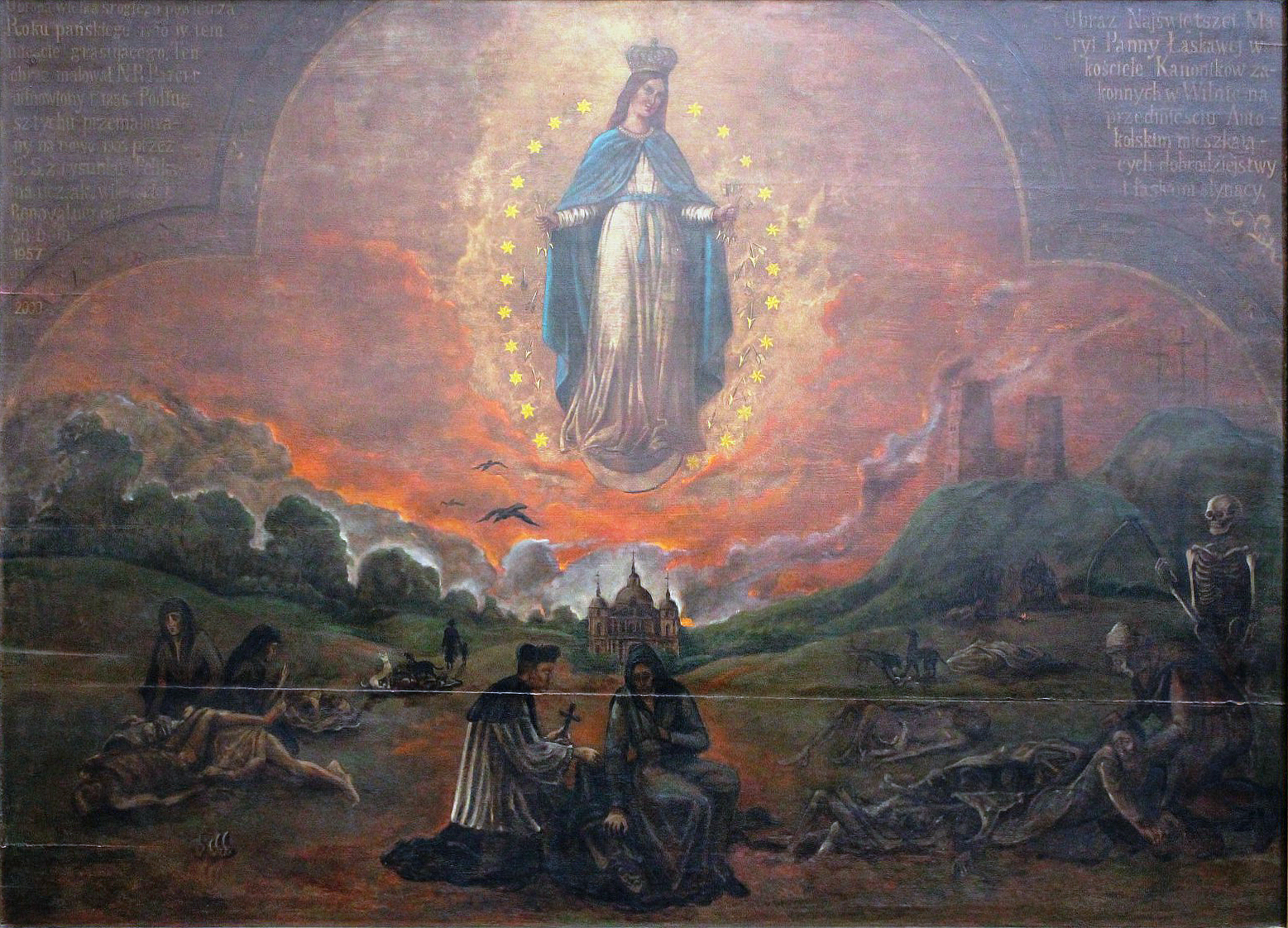
Gemälde von der Pest in Vilnius

Die Große Pest von 1708 bis 1714 verbreitete sich während des Großen Nordischen Kriegs in Nord- und Osteuropa mit Schwerpunkt im Ostseeraum. Die Pestepidemie hatte von 1708 bis 1712 ihren Höhepunkt und wütete bis 1714. Die Pest trat in Siebenbürgen, Polen-Litauen, im Königreich Preußen, Kurland, Schwedisch-Livland, Schwedisch-Estland, Pskow und Nowgorod im Zarentum Russland, Finnland, Schweden, Hinterpommern und Schwedisch-Pommern, Dänemark, Schleswig und Holstein, Hamburg und Bremen-Verden, Ungarn, Böhmen und Mähren, Österreich und der Oberpfalz auf. In diesen sieben Jahren kamen insgesamt mehr als eine Million Europäer ums Leben.

## Verlauf
Die Epidemie war wahrscheinlich Teil einer großen Pandemie, die sich von Zentralasien ausgehend über Konstantinopel bis zur Mittelmeerküste erstreckte. Zuerst wurde die Pest in Pińczów in Südpolen 1702 in einem schwedischen Militärkrankenhaus diagnostiziert. Sie breitete sich dann entlang der Handelsrouten und entlang der Vormarschrouten der Heere Schwedens, Sachsens und Russlands aus. Alle Ostseegebiete wurden nach und nach von der Pestwelle erfasst. Kriegsverlauf und Pestausbreitung beeinflussten sich gegenseitig. Soldaten und Kriegsflüchtlinge, die oft unwissentlich von der Pest befallen waren, infizierten Menschen auf ihren Marschrouten. Die Todesrate im Militär wie auch die Entvölkerung der Städte und ländlichen Gebiete in den Kampfzonen beeinflussten die Kampfhandlungen erheblich und führten teilweise zu Unterbrechungen im Kriegsablauf. Die Pest gelangte 1711 an die Ostsee, überschritt diese im Sommer und gelangte von dort nach Mitteleuropa.
Die Pest von 1708 bis 1714 war die letzte Pandemie im Ostseeraum. Dort waren Pestausbrüche bereits zuvor aufgetreten, insbesondere im 14. Jahrhundert. Allerdings hatte die Große Pest von 1708 bis 1714 deutlich schlimmer als vorherige Ausbrüche. Besonders Preußen und Estland waren betroffen. In vielen der Gebiete starben zwei Drittel bis drei Viertel der Bevölkerung. Viele Höfe und Dörfer waren völlig entvölkert. Mit der Pest traten auch andere Krankheiten wie Hungersnöte auf, was die Pestauswirkungen noch verstärkte. Pestbeulen gehörten zu den diagnostizierten Symptomen der Opfer. Viele Tote wurden nicht ausreichend diagnostiziert oder verallgemeinert als Opfer der Pest registriert.
In einigen Städten trat die Pest nur in einem Jahr auf, während sie in anderen Regionen sich jährlich wiederholte. Erhöhte Todesraten traten insbesondere bei Kindern und Frauen auf, was aber auch durch die Folgen von Hunger und den Einzug der Männer in die Armee beeinflusst sein kann. Die Ursache der Pest war den Menschen der Zeit unbekannt. Schlechte Luft, als Miasma bezeichnet, oder Strafe Gottes waren übliche Erklärungsversuche. Als Bekämpfung der Pest gab es neben dem Mittel der Eindämmung und der Trennung der Gesunden von den Kranken verschiedene Methoden wie Waren- und Personenboykotte oder Reinigungsmaßnahmen. Betroffene Städte wie Königsberg oder Stralsund wurden von Gesundheitszonen umgeben und isoliert. Es gab jedoch regen Schwarzhandel mit gefälschten Gesundheitspässen. Das Königreich Preußen wurde ebenso abgeriegelt; dies verhinderte aber nicht, dass große Teile der Bevölkerung starben (vgl. Große Pest (Preußen)). Eine andere Zone wurde zwischen Schonen und den dänischen Inseln entlang des Sundes errichtet, mit Saltholm als zentraler Quarantänestation. Pesthäuser wurden errichtet. Die Charité in Berlin wurde 1709 angesichts einer drohenden Pestwelle gegründet. Die Welle traf in der Mark Brandenburg aber nur Randgebiete der Uckermark und der Neumark.

## Folgen
In Danzig starben von Juli bis Dezember 1708 von 50.000 Einwohnern mehr als 23.000. In Königsberg starben von 1708 bis 1710 zwischen 9.000 und 10.000 der 40.000 Einwohner. In Preußen, wo gewöhnlich etwa 15.000 Menschen jährlich starben, verloren zwischen 1708 und 1710 von 600.000 Menschen etwa 230.000 ihr Leben. Von den 10.500 Einwohnern Rigas starben 1710 und 1711 bis zu 7.350. In Stockholm starben 1710 und 1711 bis zu 23.000 von 55.000 Einwohnern an der Pest. Auch das 70.000 Einwohner große Hamburg hatte 1711 bis zu 10.000 Pesttote zu beklagen. In Kopenhagen starben 1711 innerhalb von sechs Monaten 23.000 Menschen. Der damals übliche Wert für Geburten und Todesfälle der 60.000 Einwohner umfassenden Stadt lag bei je rund 2.000. In Wien lag die Sterblichkeit während der Pest-Epidemie im Jahr 1713 mit 132,6 Toten auf 1.000 Einwohnern deutlich über dem Wert der vorherigen und nachfolgenden Jahre. Dort gilt sie als letzte große Pestwelle. Im Jahr 1732 erließ Preußen ein Einladungspatent, mit dem Glaubensflüchtlinge (Salzburger Exulanten) in den entvölkerten Landstrichen in Ostpreußen angesiedelt werden sollten.